# Everything Louder Than Everything Else
Everything Louder Than Everything Else è un video live della band heavy metal britannica Motörhead, pubblicato in VHS nel 1991 e contenente le riprese dell'esibizione della band nello stesso anno al Deutsches Museum di Monaco di Baviera, Germania.
La versione DVD è uscita nel 2004; in questa versione le prime tracce indicate in copertina e quelle contenute nel disco non coincidono e alcune riportano titoli diversi dall'originale.

## Tracce

### Tracce di copertina
1. Traitor
2. No Voices in the Sky
3. Metropolis
4. I'm So Bad (Baby I Don't Care)
5. Going to Brazil
6. Just 'Cos You Got the Power
7. Angel City
8. Love Me Forever
9. R.A.M.O.N.E.S.
10. Orgasmatron
11. Killed by Death
12. Ace of Spades

### Tracce del DVD
1. Metropolis
2. I'm So Bad (Baby I Don't Care)
3. Going to Brazil
4. Traitor
5. No Voices in the Sky
6. Power (Just 'Cos You Got the Power)
7. Angel City
8. Love Me Forever
9. R.A.M.O.N.E.S.  (Ramones)
10. Orgasmatron
11. Killed by Death
12. Ace of Spades

## Formazione
- Lemmy - basso, voce
- Würzel - chitarra
- Wizzö - chitarra
- Philthy Animal Taylor - batteria

## Crediti
- Prodotto da Lene Bausager e Jeb Brien
- Diretto da Jeb Brien
- Fotografia di Henri Clausel